# معركة نابلس (1918)
وقعت معركة نابلس، بالتزامن مع معركة شارون خلال معركة مجدو بين 19 و25 سبتمبر 1918، في الأشهر الأخيرة من حملة سيناء وفلسطين إبان الحرب العالمية الأولى. وقع القتال في تلال الخليل حيث هاجم الفيلق العشرين [الإنجليزية] التابع للإمبراطورية البريطانية الجيش السابع التابع لمجموعة جيش يلدريم [الإنجليزية] التابعة للدولة العثمانية دفاعاً عن خطهم قبالة نابلس. دارت هذه المعركة أيضاً على الجانب الأيمن من غور الأردن، حيث هاجمت قوة تشايتور [الإنجليزية] معابر نهر الأردن واستولت عليها، قبل مهاجمة الجيش الرابع في السلط وعمان وأسر عدة آلاف من السجناء ومناطق شاسعة. بدأت معركة نابلس بعد نصف يوم من معركة شارون الرئيسية، والتي دارت رحاها عند قطاع البحر المتوسط من خط المواجهة حيث هاجم الفيلق الحادي والعشرون [الإنجليزية] الجيش الثامن المدافع عن الخط قبالة طولكرم وتبصر وفيلق خيالة الصحراء [الإنجليزية] الذي انطلق شمالاً للاستيلاء على سهل إسدرايلون. بدأت هاتان المعركتان معاً، والمعروفتان باسم معركة مجدو، الهجوم الأخير في الحرب خلال حملة سيناء وفلسطين.
تبين أن هجمات الاختراق في معركة شارون التي شنها الفيلق الحادي والعشرون كانت ناجحة بحلول بعد ظهر يوم 19 سبتمبر، وأُمر الفيلق العشرين ببدء معركة نابلس من خلال مهاجمة خط المواجهة العثماني شديد التحصين، مدعوماً بقصف مدفعي. استمرت هذه الهجمات حتى وقت متأخر من الليل وطوال اليوم التالي، حتى الساعات الأولى من يوم 21 سبتمبر عندما أجبر هجوم التطويق الناجح المستمر للفيلق الحادي والعشرين، جنباً إلى جنب مع هجمات الفيلق العشرين الهجومية والقصف الجوي، الجيشين السابع والثامن على فض الاشتباك. انسحب الجيش السابع العثماني من منطقة نابلس أدنى طريق وادي الفارعة باتجاه نهر الأردن، بهدف العبور عند جسر دامية، وترك قوة خلفية للدفاع عن نابلس. والتي استولى عليها الفيلق العشرين ولواء الخيول الخفيفة الخامس [الإنجليزية]، بينما أدى القصف الجوي المدمر لطريق وادي الفارعة إلى قطع خط الانسحاب. ونظراً لتحقيق جميع الأهداف حتى ذلك الحين، لم تكن هناك حاجة للمزيد من هجمات الفيلق العشرين، الذي أسر آلاف السجناء في المنطقة وفي نابلس وبلاطة.
بدأ هجوم شرق الأردن الثالث في 22 سبتمبر دفاعاً عن الجناح الأيمن ودعم معركة نابلس، عندما أسرت قوة ميلدروم، وهي جزء من قوة تشايتور، الفرقة العثمانية 53 على طريق وادي الفارعة، الممتد من نابلس إلى جسر دامية على نهر الأردن. كما هوجمت فرق أخرى من رتل الجيش السابع المنسحب وأُسرت، خلال المعركة اللاحقة على الجسر عندما نجح الاستيلاء على عدة مخاضات أيضاً إلى جانب الجسر، مما أدى إلى قطع خط التراجع العثماني الرئيسي باتجاه الشرق. تقدمت قوة تشايتور مدعومة بطائرات استطلاعية وهجومية من جسر دامية إلى الشرق للاستيلاء على السلط في 23 سبتمبر، عندما بدأ الجيش الرابع انسحابه. واصلت هذه القوة تقدمها شرقاً، لتستولي على عمان في 25 سبتمبر، بعد هزيمة القوة الخلفية القوية للجيش الرابع هناك. كما خسر الجيش الرابع قطاع الحجاز الجنوبي إلى جنوب عمان في الجيزة في 29 سبتمبر، مما أنهى العمليات العسكرية في المنطقة.
استمر الهجوم النهائي بعد الانتصار في مجدو، عندما نجح الاستيلاء على دمشق في 1 أكتوبر، بعد عدة أيام من ملاحقة فيلق الصحراء للعثمانيين. وأدت ملاحقة أخرى إلى احتلال حمص. كان الهجوم جارياً على حريتان، شمال حلب، في 26 أكتوبر، عندما وُقعت هدنة مودروس بين الحلفاء والدولة العثمانية، منهية بذلك حملة سيناء وفلسطين.

## خلفية تاريخية
استعيض عن العديد من قادة الجيش العثماني في فلسطين، بعد هزيمة الجيش في معركة بئر السبع، وخسارة قوى المركز لجنوب فلسطين، والتراجع إلى تلال الخليل، وخسارة القدس في نهاية 1917. حيث استُبدل الجنرال إريش فون فالكنهاين قائد مجموعة جيش يلدريم، بالجنرال أوتو ليمان فون ساندرز واستُبدل فريدريش فرايهر كريس فون كرسنشتاين قائد الجيش الثامن بجواد باشا. وعين جمال باشا قائد الجيش العثماني، جمال كوكجوك باشا لقيادة الجيش الرابع. وأُعيد مصطفى كمال قائد الجيش السابع، الذي كان قد استقال في 1917، إلى منصبه في أوائل سبتمبر 1918.
تحول التركيز الرئيسي للجيش العثماني إلى مقاطعات وأقاليم الأناضول التي خسرها في 1877-1878 خلال الحرب الروسية التركية، عقب معاهدة برست ليتوفسك في مارس 1918، التي أنهت الحرب على الجبهة الشرقية بين الإمبراطورية الروسية والإمبراطورية الألمانية. شرع الجيش العثماني في سلسلة من التوسعات الإقليمية في القوقاز بدءاً من شمال بلاد فارس. فاستعاد أرضروم في 24 مارس 1918، التي استولى عليها الروس في 1916، تلاها وان في 5 أبريل ثم باطوم وقارص وتبليسي. جلبت إعادة احتلال هذه الممتلكات السابقة ميزة استراتيجية محدودة للدولة العثمانية، مقارنة بالفوائد المحتملة للنجاح العسكري في فلسطين.
كما أصبحت العمليات الهجومية الكبرى في فلسطين ذات أولوية منخفضة بالنسبة للجيش البريطاني في مارس؛ حيث تأجلت بسبب هجوم الربيع الألماني في فرنسا، ولكن بحلول يوليو، كان من الواضح أن الهجوم الألماني قد فشل مما أدى إلى العودة إلى معارك الاستنزاف في الخنادق. وتزامن ذلك مع اقتراب موسم الحملات في فلسطين. كان الجنرال إدموند ألنبي، قائد قوة التجريدة المصرية، «متلهفاً للغاية لاتخاذ خطوة في سبتمبر»، عندما توقع الاستيلاء على طولكرم ونابلس، مقري الجيشين السابع والثامن، بالإضافة إلى الطريق المؤدي إلى جسر دامية والسلط. «هناك سبب آخر للتحرك إلى هذا الخط وهو أنه سيشجع قواتي الهندية الجديدة وحلفائي العرب.»

### إعادة تنظيم مشاة قوة التجريدة المصرية

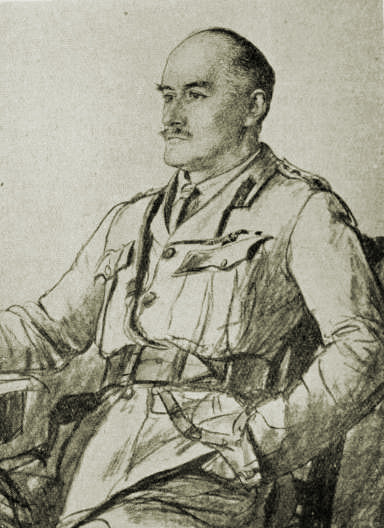
رسم للجنرال ألنبي c. 1917

أُرسلت الفرقة 52 (الأراضي المنخفضة)، والفرقة 74 (يومانري) وتسع كتائب مشاة بريطانية من كل من الفرق 10 و53 و60 و75 إلى فرنسا بين أبريل وأغسطس 1918، لتعويض الخسائر البريطانية التي تكبدتها خلال هجوم الربيع. وحلت كتائب الجيش الهندي البريطاني محل الشواغر الناتجة في الفرق. استقبلت الفرقة 75 الكتائب الهندية الأولى في يونيو 1917. أُعيد تنظيم ألوية المشاة عندئذ بكتيبة بريطانية واحدة وثلاث كتائب هندية. باستثناء لواء واحد في الفرقة 53 والذي يضم كتيبة جنوب أفريقية وثلاث كتائب هندية. وصلت الفرقة السابعة (ميروت) التابعة للجيش الهندي البريطاني من حملة بلاد الرافدين في يناير 1918، تلتها الفرقة الثالثة (لاهور) في أبريل 1918. ظلت الفرقة 54 (شرق إنجلترا)، كما كانت في السابق، الفرقة البريطانية الوحيدة بالكامل.
كذلك كان يجري إعداد 35 كتيبة مشاة وكتيبتين رائدتين للانتقال إلى فلسطين بحلول أبريل 1918. تشكلت بعض هذه الكتائب، التي يبلغ تعداد أفرادها من 150 فما فوق، عن طريق سحب سرايا كاملة من الأفواج ذات الخبرة التي خدمت في بلاد الرافدين وتشكيل كتائب جديدة. كانت كتيبة المشاة الهندية 2/151 إحدى هذه الكتائب المكونة من سرية واحدة من كل من كتيبة البنادق البنجابية 56، وكتائب السيخ 51 و52 و53. شكل فوج غرينادينز 101 كتيبة ثانية عبر تقسيمه إلى قسمين مع سريتين من ذوي الخبرة وسريتين جديدتين في كل كتيبة. كما زودت الكتائب الأم أيضاً خط الجبهة بوسائل النقل والضباط المخضرمين ممن خدموا في زمن الحرب. كان لدى فرقة المشاة الهندية 3/151 قائدها واثنين من البريطانيين الآخرين وأربعة ضباط هنود ضمن 198 رجلاً نُقلوا من الفوج 38 دوغراس. كان السباهية المنقولون أيضاً ذوي خبرة كبيرة، ففي سبتمبر 1918، كان على فرقة المشاة الهندية 2/151 توفير حرس شرف لألنبي، وكان من بين الرجال في العرض، بعض الذين خدموا في خمس جبهات مختلفة منذ 1914، وفي ثماني حملات قبل الحرب.
كان هناك 22 كتيبة تتمتع بخبرة قتالية حديثة من بين الكتائب الهندية البالغ عددها 54 كتيبة المنتشرة في فلسطين، لكن كل منها فقدت سرية من ذوي الخبرة، والتي حل المستجدين محلها. تشكلت 10 كتائب من الجنود ذوي الخبرة الذين لم يقاتلوا أو يتدربوا معاً من قبل. أما الكتائب 22 الأخرى فلم تشهد أي خدمة سابقة في الحرب، وكان ما يقرب من ثلث القوات من المجندين. «كان الضباط البريطانيون الصغار من المبتدئين، ومعظمهم لا يستطيع التحدث باللغة الهندستانية ضمن 44 كتيبة هندية. وفي إحدى الكتائب، كان هناك ضابط هندي واحد فقط يتحدث الإنجليزية، ولم يتمكن سوى ضابطين بريطانيين من التواصل مع رجالهم». لم تخدم جميع الكتائب الهندية في فرق المشاة، بل وظف بعضها للدفاع عن خطوط الاتصال.

### خط الجبهة
كان خط الجبهة يبدأ بالقرب من مستوى سطح البحر في سبتمبر 1918، على ساحل البحر المتوسط على بعد حوالي 12 ميلاً (19 كم) شمال يافا وأرسوف، ويمتد حوالي 15 ميلاً (24 كم) جنوب شرقًا عبر سهل شارون، ثم شرقاً فوق تلال الخليل لحوالي 15 ميلاً (24 كم)، ثم يرتفع إلى 1500-2000 قدم (460-610 م) فوق مستوى سطح البحر على طول الطريق. وينخفض خط الجبهة من تلال الخليل إلى 1000 قدم (300 م) تحت مستوى سطح البحر، لعبور غور الأردن لحوالي 18 ميلاً (29 كم)، وينتهي عند سفوح جبال جلعاد/موآب.

### السكك الحديدية
امتد خط السكة الحديدية العثماني من إسطنبول جنوباً إلى درعا حيث يتفرع إلى خطين. استمر خط واحد شرق نهر الأردن في اتجاه الجنوب لمؤونة مقر الجيش الرابع العثماني والحاميات والقوات المنتشرة على طول خط سكة حديد الحجاز الجنوبي على بعد عدة مئات من الأميال إلى الجنوب. فيما اتجه خط السكة الحديد الثاني غرباً لمؤونة الجيشين العثمانيين السابع والثامن في تلال الخليل. ويعبر هذا الخط الثاني نهر الأردن عند جسر المجامع، ويمتد جنوباً أسفل الضفة الغربية لنهر الأردن إلى بيسان، ثم يتجه غربا ليسير موازياً لخط الجبهة في تلال الخليل، عبر مرج ابن عامر إلى العفولة. ومن العفولة تفرعت السكة الحديد مرة أخرى إلى خطين: خط فرعي يمتد من الشمال الغربي إلى حيفا، بينما يتجه الخط الرئيسي جنوباً إلى جنين. ومن جنين، تنعطف السكة الحديدية عبر ممر ضيق في سفوح التلال لتصعد إلى مفرق المسعودية في تلال الخليل حيث تتفرع مرة أخرى إلى خطين. كان أحد الخطوط يمتد غرباً إلى طولكرم ومقر الجيش الثامن قبل أن يتجه جنوباً ليصل إلى رأس السكة الحديد خلف خط الجبهة للجيش الثامن على السهل الساحلي، بينما يستمر الخط الثاني باتجاه الجنوب الشرقي إلى نابلس. حيث مقر قيادة الجيش السابع الذي يقع شمال القدس على الطريق الرئيسي المؤدي إلى الناصرة ودمشق.

## التمهيد
«شكل التركيز والمفاجأة والسرعة عناصر أساسية في الحرب الخاطفة التي خطط لها ألنبي». اعتمد النصر في معركة مجدو على نجاح القصف المدفعي المكثف لقوات الإمبراطورية البريطانية لتغطية هجوم المشاة في خط الجبهة وإحداث ثغرة في الخط حتى يتمكن سلاح الفرسان من التقدم للوصول بسرعة إلى مرج ابن عامر على بعد 50 ميلاً (80 كم) خلال اليوم الأول من المعركة. تحققت السيادة الجوية وحوفظ عليها من خلال التدمير أو السيطرة على نشاط الطائرات الألمانية والاستطلاعات، بجانب غارات القصف المستمرة التي شنها الفيلق الجوي الملكي والفيلق الجوي الأسترالي [الإنجليزية] على العفولة ومقرات الجيش السابع والثامن في طولكرم ونابلس على التوالي وقطع الاتصالات مع قائدهم ليمان فون ساندرز في الناصرة.
قطع المشاة خط الجبهة الألماني والعثماني وعبر سلاح الفرسان الثغرة للوصول إلى أهدافهم في العفولة والناصرة وبيسان بين الساعة 04:30 يوم 19 سبتمبر والساعة 17:00 يوم 20 سبتمبر. وذلك خلال الـ36 ساعة الأولى من معركة شارون ضمن معركة مجدو. لم تتمكن القوات العثمانية من تنظيم أي هجوم مشترك من غير اتصالات. أجبر هجوم مشاة الإمبراطورية البريطانية المستمر من الجنوب الجيشين العثمانيين السابع والثامن في تلال الخليل على الانسحاب شمالاً نحو دمشق، على طول الطرق الرئيسية والسكك الحديدية من طولكرم ونابلس التي تمر عبر ممر تل دوثان شمالاً إلى جنين. بينما كان اللواء الثالث من الخيول الخفيفة في انتظارهم، بعد استيلائهم على المدينة.

### توزيع قوات الإمبراطورية البريطانية

#### الفيلق العشرين
جرى توزيع الفيلق العشرين بقيادة قائد الفيلق فيليب شيتود [الإنجليزية] المكون من الفرقتين العاشرة والثالثة والخمسين، على جانبي الطريق من القدس إلى نابلس، في تلال الخليل.
كان على شيتود الاستيلاء على نابلس من خلال شن هجمات على الجناحين العثمانيين، بهدف التقارب على بعد حوالي 7 أميال (11 كم) إلى الشمال. كان من المقرر أن تهاجم الفرقة العاشرة المتمركزة على اليسار الحدود المشتركة بين الجيش مع الفيلق الحادي والعشرين على بعد 5 أميال (8 كم) شرق فرخة، متجهة إلى نابلس على طول حافز موازٍ للفرقة 53 على اليمين، والتي كان من المقرر أن تتحرك شرقاً متتبعة مستجمع المياه إلى وادي الفارعة. كانت هناك ثغرة بين هاتين الفرقتين تبلغ 7 أميال (11 كم) تحتلها قوة واتسون بدرجة خفيفة. وهي مفرزة مرتجلة من فوج ورسسترشاير يومانري الأول التابع لقوات الفيلق، وكتيبتين رائدتين، ومفارز من معسكر تعزيزات الفيلق.

#### قوة تشايتور
استولى لواء البنادق النيوزيلندية على القطاع الأيسر من دفاعات الوادي في 5 سبتمبر 1918، واستمر في دورياته النشطة. وفي «16 سبتمبر، تولى القائد العام لفرقة خيالة الأنزاك قيادة دفاعات وادي الأردن بأكملها بالإضافة إلى معسكرات فيلق الصحراء في طلعة الدم والكيلو 17 طريق أريحا - القدس ومعسكر تعزيزات فيلق الصحراء في القدس، وهي القوة التي عُرفت باسم 'قوة تشايتور [الإنجليزية]'.»
تألفت قوة تشايتور بقيادة اللواء إدوارد تشايتور، من فرقة خيالة الأنزاك، واللواء الهندي العشرين، والكتيبتين 1 و2 من فوج جزر الهند الغربية البريطانية، والكتيبتين 38 و39 من فوج رويال فيوزليرز (متطوعين يهود)، والبطارية أ/263 من المدفعية الميدانية الملكية، والبطارية الثقيلة 195 من مدفعية الحامية الملكية، والبطاريتان الجبليتان 29 و32 من المدفعية الهندية، والبطارية رقم 6 (المتوسطة) لهاون الخنادق، وثلاث فصائل مضادة للطائرات من المدفعية الملكية، وفصيلتين من المدافع العثمانية المأسورة عيار 75 ملم، وفصيل واحد قسم من المدافع العثمانية المأسورة عيار 5.9 والسرية رقم 35 مهندسين ملكيين من قوات الجيش.
كانت القوة تتألف عند إنشائها، من فرقة خيالة واحدة، ولواء مشاة واحد، وأربع كتائب مشاة (أي ما يعادل لواء مشاة ثانٍ بدون قوات دعم للواء أو هيكل قيادة)، وخمس بطاريات، وستة فصائل من المدفعية والنقل تضم 20 لوري، و17 جرار، و34 شاحنة، و300 حمار، و11.000 حصان وبغل. وعُززت بعد ثمانية أيام، بنحو 70 حماراً إضافياً، و65 شاحنة في السرية 1040 للنقل بالسيارات، و110 جملاً في السرية 'إم' من فيلق الهجن للنقل.
انفصلت قوة تشايتور عن فيلق خيالة الصحراء للقيام بعمليات مستقلة. وشملت المسؤوليات الأساسية استمرار احتلال وادي الأردن وحماية الجناح الشرقي لخط المواجهة في قوة التجريدة المصرية. علاوة على ذلك، كان من المقرر أن تستغل قوة تشايتور أي انسحاب للجيش الرابع العثماني من مواقعه في الشونة الجنوبية والسلط ومقرهم في عمان.

#### الدعم الجوي
انتشر الجناح الخامس (الفيلق) والجناح الأربعين (الجيش) التابعين لسلاح الجو الملكي، ومقرهما في الرملة، في المنطقة في 18 سبتمبر، وكانا مسؤولين عن التعاون مع دوريات المدفعية والاتصال، والاستطلاع التكتيكي والاستراتيجي، والتصوير، والحراسة، والدوريات الهجومية وعمليات القصف. كان مقر السرب رقم 1 من فيلق الطيران الأسترالي والسرب رقم 111 من سلاح الجو الملكي البريطاني والرف من السرب رقم 145 من سلاح الجو الملكي البريطاني في الرملة، بينما كان مقر السرب رقم 144 من سلاح الجو الملكي البريطاني عند محطة الوصل.
وفرت أسراب الفيلق الاستطلاع التكتيكي لمسافة تصل إلى 10000 ياردة (9100 م) للفيلق الحادي والعشرين والفيلق العشرين وقوة تشايتور؛ خُصص السرب رقم 14 من سلاح الجو الملكي البريطاني، الذي يعمل خارج محطة الوصل، لصالح الفيلق العشرين. كان السرب رقم 113 من سلاح الجو الملكي البريطاني يعمل من سارونا، إلى جانب سرية المناطيد رقم 21، وكلاهما مخصص للفيلق الحادي والعشرون. كان لدى السرب رقم 142 التابع لسلاح الجو الملكي البريطاني، والذي يعمل أيضاً من سارونا، أوامر بالتقدم إلى مطار جنين بمجرد الاستيلاء عليه وخُصص لفيلق خيالة الصحراء. أُلحق رف واحد من السرب رقم 142 بقوة تشايتور وعمل خارج القدس.
كان السرب رقم 1 من فيلق الطيران الأسترالي، المكون من مقاتلات بريستول، مُكلف بعمليات القصف والاستطلاع الاستراتيجي، فضلاً عن توفير الإشراف العام على ساحة المعركة والإبلاغ عن التطورات. كان من المقرر أن يقوم السربان رقم 111 و145 بطائرات إس.إي.5إيه [الإنجليزية] بدوريات فوق مطار جنين الرئيسي طوال اليوم، وقصف الأهداف بالمدافع الرشاشة في المنطقة لمنع أي طائرة من مغادرة المطار. كان السرب رقم 144، المكون من طائرات دي.أيتش.9، مكلف بقصف المقسم الهاتفي ومحطة السكة الحديد في العفولة، ومفرق السكة الحديدية في المسعودية، بالإضافة إلى مقر الجيش السابع العثماني والمقسم الهاتفي في نابلس. وكان من المقرر أن تدعم قاذفة قنابل طراز هاندلي-بيدج 0-400 التي وصلت لتوها (المسلحة بستة عشر قنبلة تزن 112 رطلاً [51 كجم]) ويقودها الأسترالي روس سميث، السرب رقم 144 في قصف العفولة.

#### الدعم الطبي
توفر ما مجموعه 54.800 سريراً في فلسطين ومصر، يشمل ذلك مستشفيات النقاهة والتطهير؛ وتوفر 22,524 سريراً في مصر، وأمكن للمركز الطبي في دير البلح ومنطقة غزة، إلى جانب المستشفيات الثابتة بين القنطرة واللد، استيعاب 15000 مصاباً آخر. كان المستشفى الأسترالي العام رقم 14 على قناة السويس مليئاً بحالات الملاريا القادمة من غور الأردن مع فائض المستشفى البريطاني العام رقم 31 في العباسية بالقاهرة. ولم يكن لدى المستشفى الأسترالي الثابت في موسكار سوى عدد قليل من الأسرة.
كانت محطات تطهير المصابين أو مستشفيات التطهير تتواجد في اللد ويافا والقدس بحلول شهر أغسطس، بدعم من مستودعات المخازن الطبية في اللد والقدس.

#### خطة الإمبراطورية البريطانية

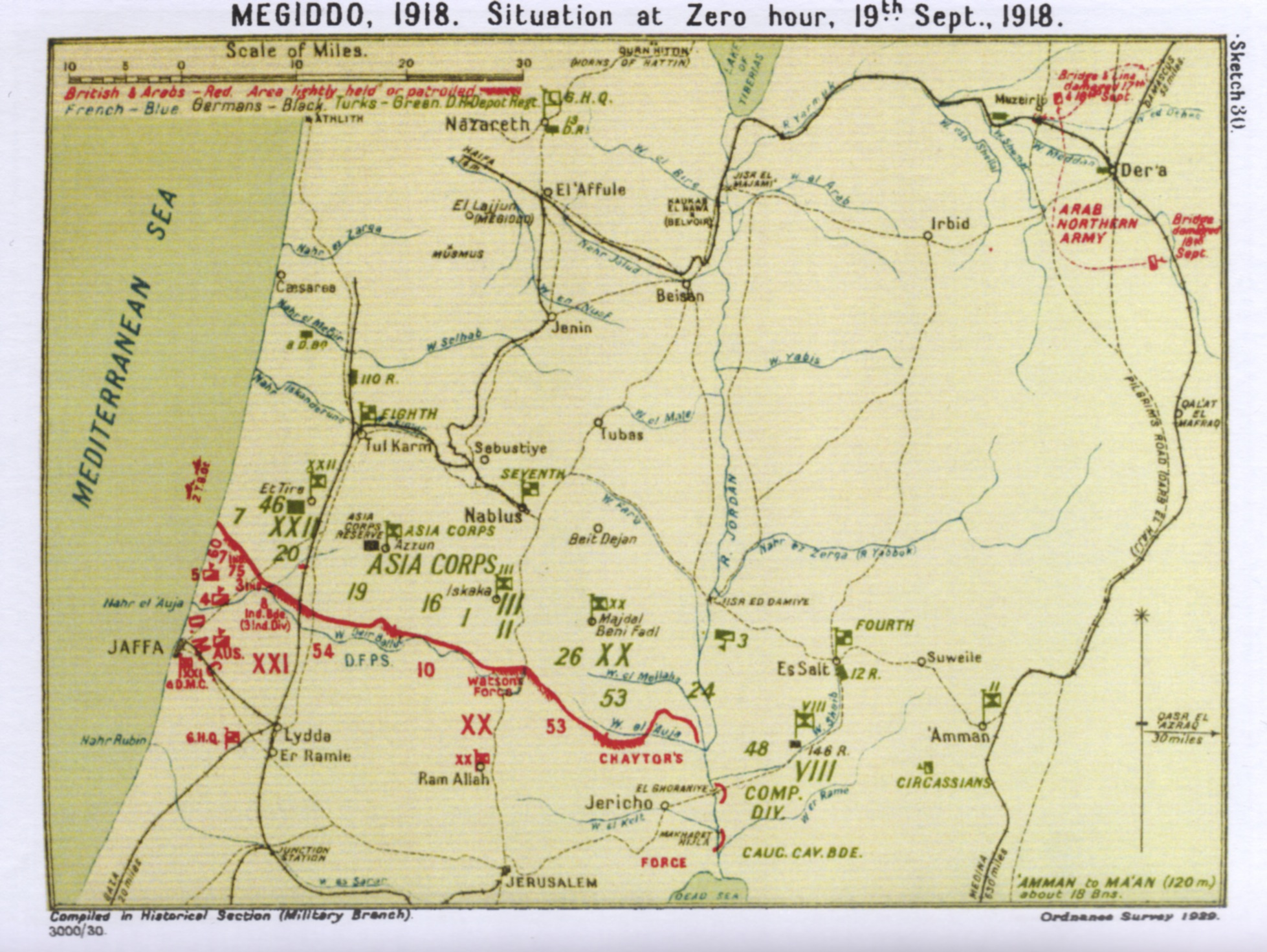
خريطة توضيحية رقم 30 من كتاب فولز للوضع عند ساعة الصفر في 19 سبتمبر

اعتمد توقيت هجمات الفيلق العشرين وقوة تشايتور على التقدم الذي سيحرزه الفيلق الحادي والعشرون خلال 19 سبتمبر.
سيستمر الفيلق العشرون التابع لشيتود في الاحتفاظ بأكثر من 20 ميلاً (32 كم) من الجبهة في تلال الخليل، حتى نجاح الفيلق الحادي والعشرون في اختراق الدفاعات العثمانية وكان يتقدم شمالًا نحو أهدافه الثانوية. ثم تشن الفرقتان العاشرة والثالثة والخمسون هجماتهما على جانبي الطريق من القدس إلى نابلس. على وجه الخصوص، كان من المقرر أن يتأرجح الجناح الأيمن للفيلق العشرين نحو الشمال والشمال الشرقي من نابلس للاستيلاء على جميع طرق الهروب المتبقية شرقاً من تلال الخليل إلى نهر الأردن.
ستحتفظ قوة شايتور في غور الأردن، بالمنطقة المحتلة والجناح الأيمن ضد هجوم الجيش الرابع العثماني وتمنع تلك القوة من انسحاب القوات، والتي يمكن إرسالها لتعزيز الجيشين السابع والثامن في تلال الخليل. عندما بدأت القوات العثمانية انسحابها، كان عليهم الاستيلاء على جسر دامية.
ركزت خطة ألنبي على الاستيلاء على خط الاتصال العثماني والتراجع بين الجيش الرابع شرق نهر الأردن والجيشين السابع والثامن في تلال الخليل غرب الأردن:
«إنني حريص جداً على اتخاذ خطوة في سبتمبر، وفقاً للخطوط التي أوضحتها لك بالفعل... نابلس وطولكرم هما مقرا الجيشين السابع والثامن، ويربطهما خط جانبي من السكك الحديدية. إن سيطرة الأتراك على طريق نابلس – جسر دامية – السلط ذات فائدة كبيرة لهم؛ وإلى أن أحصل عليه، لا أستطيع احتلال السلط بقواتي أو بالعرب. ثمة سبب آخر للانتقال إلى هذا الخط هو أنه سيشجع قواتي الهندية الجديدة وحلفائي العرب.»
— ألنبي في رسالة بتاريخ 24 يوليو 1918
ستقوم قوة تشايتور بعد ذلك بمهاجمة وملاحقة الجيش الرابع، واعتراض وأسر الحامية القوية المكونة من 4600 جندي من معان والاستيلاء على عمان.

### مجموعة جيش يلدريم

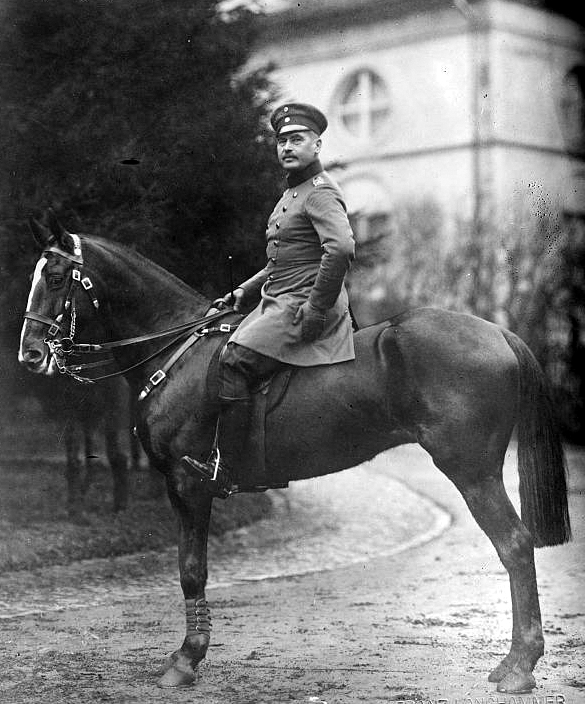
أوتو ليمان فون ساندرز

تألفت مجموعة جيش يلدريم بقيادة فون ساندرز في أغسطس 1918، من 40.598 من جنود المشاة في الخطوط الأمامية، منتظمين في اثني عشر فرقة منتشرة على طول 90 كم (56 ميلاً) من خط المواجهة. وكانوا مسلحين بعدد 19,819 بندقية و273 رشاشاً خفيفاً و696 رشاشاً ثقيلاً. يعكس العدد الكبير من المدافع الرشاشة جداول التنظيم الجديدة للجيش العثماني وعنصر المدافع الرشاشة العالي في فيلق آسيا [الإنجليزية] الألماني.
كان خط المواجهة العثماني في تلال الخليل راسخاً جنوب نابلس في التضاريس التي تفضل الدفاع. تتكون المنطقة من «أرضية صعبة للغاية ومدمرة»" في منطقة وعرة في تلال الخليل. زُود المدافعين بخطين للسكك الحديدية، أحدهما من حيفا والسكك الحديدية الرئيسية من بيسان عبر الأردن إلى درعا ودمشق وإلى إسطنبول بالإضافة إلى طرق جيدة من حيفا ودمشق عبر الناصرة.

#### الجيش الثامن
كان الجيش الثامن المكون من 10.000 جندي مدعوم بعدد 157 مدفعاً ميدانياً، ومقره في طولكرم بقيادة جواد تشوبانلي، يسيطر على خط من ساحل البحر المتوسط شمال أرسوف مباشرة إلى فرخة في تلال الخليل. وتألف الفيلق الثاني والعشرون من فرق المشاة السابعة والعشرين والسادسة والأربعين. فيما تألف فيلق آسيا، المعروف أيضاً باسم «مجموعة الجناح الأيسر»، من فرقتي المشاة السادسة عشرة والتاسعة عشرة، وثلاث مجموعات كتائب ألمانية من لواء الباشا الألماني الثاني وفرقة الفرسان القوقازية الثانية، التي كانت احتياطية. كان هذا التشكيل الألماني بحجم الفيلق بقيادة العقيد الألماني غوستاف فون أوبن.
كانت هذه الفرق التي تسيطر على خط المواجهة من البحر المتوسط حيث واجهت الفيلق الحادي والعشرين، وإلى تلال الخليل حيث واجهت الفيلق العشرين، تعد تشكيلات مخضرمة تحظى بتقدير كبير في الجيش العثماني. خاصةً أن فرقتا المشاة السابعة والتاسعة عشرة قاتلتا بامتياز في حملة جاليبولي كجزء من الفيلق الثالث لأسعد باشا.

#### الجيش السابع
تألف الجيش السابع من 7000 جندي مدعوم بعدد 111 مدفعاً، بقيادة مصطفى كمال باشا، وكان مقره الرئيسي في نابلس. سيطر هذا الجيش، الذي يتألف من فرقتي المشاة الأولى والحادية عشرة من الفيلق الثالث وفرقة المشاة السادسة والعشرين والثالثة والخمسين من الفيلق الثالث والعشرين، على الخط في تلال الخليل من فرخة شرقاً إلى بغالات على بعد 6 أميال (9.7 كم) غرب شمال غرب أريحا على الضفة الغربية لنهر الأردن.

#### الجيش الرابع
تألف الجيش الرابع من 6000 جندي و2000 من سلاح الفرسان مدعوماً بنحو 74 مدفعاً، ومقره في عمان، تحت قيادة جمال كوتشوك باشا. سيطر الجيش الرابع على الخط من بغالات، عبر وادي الأردن وجنوباً على طول خط سكة حديد الحجاز، حيث توزع 6000 جندي عثماني إضافي، مع 30 مدفعاً، من معان جنوباً باتجاه مكة لحماية خط السكة الحديد. تألف الجيش الرابع من فيلقين؛ فرقة المشاة 48 للفيلق الثامن، وهي فرقة مركبة تضم مجموعة كتيبة ألمانية ولواء فرسان القوقاز ومجموعة سيرستال بحجم فرقة، بينما تكون الفيلق الثاني (المعروف باسم مجموعة سيريا أو مجموعة الأردن) من الفرقة 24 و62 من فرق المشاة، مع وجود فرقة الفرسان الثالثة في الاحتياط.

#### قوات الاحتياط
كانت فرقة الفرسان القوقازية الثانية وفرقة الفرسان الثالثة هي تشكيلات الفرقة الوحيدة المتاحة للخدمة الاحتياطية على المستوى التشغيلي. وقد وُضعتا في الاحتياطي للجيشين الثامن والرابع على التوالي.

#### آراء أخرى عن هذه القوة
يصف تقييم اللغة الإنجليزية القوة القتالية للجيوش العثمانية الرابع والسابع والثامن بنحو 26,000 مشاة و2,000 فارس و372 مدفعاً. ويذكر تقييم آخر أن خط المواجهة البالغ طوله 45 ميلاً (72 كم) في تلال الخليل، دافع عنه 24,000 جندي عثماني مع 270 مدفعاً ضد 22,000 جندي مشاة و3,000 فارساً و157 مدفعاً من قوات الإمبراطورية البريطانية.
كانت كتائب المشاة التسع التابعة لفرقة المشاة السادسة عشرة تتمتع بقوة فعالة تعادل قوة سرية مشاة بريطانية تتراوح بين 100 و250 رجلاً، بينما «خُصص» 150 إلى 200 رجل لكتائب فرقة المشاة التاسعة عشرة التي كان تضم ما بين 500 و600 رجل في بئر السبع.
هناك ادعاءات بأن الجيوش العثمانية كانت محدودة القوة، ومنهكة، وعندها «نزيفاً» من الفارين، وتعاني بشدة من نظام الإمداد المتقطع، ويفوق عددها بشكل كبير اثنان إلى واحد لصالح قوة التجريدة المصرية. يُزعم أن نظام الإمداد العثماني كان سيئاً للغاية في فبراير 1918، حيث كانت الحصة اليومية العادية لمجموعة جيش يلدريم في فلسطين تتكون من 125 حبة (0.29 أونصة) من الخبز والفاصوليا المسلوقة ثلاث مرات يومياً، دون زيت أو أي بهارات أخرى.

## المعركة

### الهجوم الأولي
حاولت الفرقة 53 الاستيلاء على عين سامية المطلة على نظام الطرق العثماني خلف خطوط الجبهة في 18 سبتمبر. ومن مستجمع المياه هذا، يتدفق وادي السميح تدريجياً نحو الغرب إلى تلال الخليل، ويتدفق وادي العوجا بشكل حاد إلى الشرق نحو نهر الأردن. كانت المنطقة ضرورية لبناء طريق لربط نظام الطرق البريطاني بنظام الطرق العثماني الذي سقط حديثاً. استولى البريطانيون على بعض الأهداف، لكن الموقع المعروف لهم باسم «نيرن ريدج» احتفظ به العثمانيون حتى وقت متأخر من يوم 19 سبتمبر.
بدأ هجوم الفرقة 53 بعد وقت قصير من الساعة 18:30 مساء يوم 18 سبتمبر عندما تحركت ثلاث كتائب من اللواء 160، مع الكتيبة البنجابية 21 كطليعة، إلى وادي السميح في مناورة واسعة النطاق عبر التضاريس الصخرية باتجاه مؤخرة المواقع العثمانية، وبعد أن وصلت إلى قمة الوادي، اتجهت إلى اليسار وهاجمت سلسلة من المواقع العثمانية من الشرق واستولت على مواقع صغيرة حتى سمح لها قصف مدفعي بين الساعة 21:52 و22:20 بمواصلة تقدمها. بدأ اللواء 159 تقدمه في الساعة 22:30، لكنه واجه على الفور تقريباً دفاعات عثمانية قوية وأصيب الضباط البريطانيون الخمسة الوحيدون الذين يتحدثون اللغة الهندوستانية. ورغم الخسائر البشرية تمكن اللواء من تحقيق أهدافه بقيادة نقيب مساعد. تقدم اللواء 159 مرة أخرى واستولى على موقع هندهيد في الساعة 04:40 بعد رؤية سهم إشارة أحمر من اللواء 160 يشير إلى أنه استولى على معظم أهدافه. في هذه الأثناء، واجه اللواء 160 نيران مدافع رشاشة ومدفعية متزايدة حتى مكّنه قصف مدفعي لمدة خمس دقائق في الساعة 04:45 من الاستيلاء على موقع سكوير هيل. فيما فشل الاستيلاء على الطرف الجنوبي من نيرن ريدج، بعد أن «صمد أمام ثلاث هجمات».
استهدف قصف مكثف بالمدفعية وقذائف الهاون والخنادق والرشاشات الجبهة الألمانية والعثمانية وخنادق الخط الثاني أمام الفيلق الحادي والعشرين باتجاه ساحل البحر المتوسط في الساعة 04:30. جاء دعم ناري إضافي من ثلاث بطاريات حصار، والتي قدمت نيراناً مدفعية مضادة، بجانب المدمرتين إتش إم إس درويد وإتش إم إس فوريستر، اللتين فتحتا النار على الخنادق العثمانية شمال نهر الفالق؛ تمهيداً لمعركة شارون.
ظل موقع نيرن ريدج في أيدي العثمانيين حتى حوالي الساعة 19:00 يوم 19 سبتمبر، عندما سقط أخيراً مما سمح ببدء أعمال الطريق، ومكّن الفرقة 53 من الشروع في محاولتها لمنع خط الانسحاب العثماني، إلى نهر الأردن عند موقع مافيد جوزيلي.

### 19 سبتمبر
كان على فرقتي الفيلق العشرين تنفيذ حركة متقاربة، بدلاً من محاولة الهجوم الأمامي على المواقع العثمانية المتخندقة بقوة. وكان على الفرقة العاشرة على يسار الطريق الرئيسي الاستيلاء على نابلس، بينما كان على الفرقة الثالثة والخمسين على اليمين التحرك شرق نابلس على طول عين المياه لقطع خطوط الانسحاب من تلال الخليل إلى جسر دامية والتلاقي في نابلس.
تلقى تشيتود أوامر من القيادة العامة في الساعة 12:00 يوم 19 سبتمبر، لشن هجوم الفيلق العشرين في تلك الليلة على جانبي الطريق المؤدي إلى نابلس. وكان من المقرر أن تبدأ الفرقة العاشرة الهجوم على الحدود المشتركة بين الجيش بين فيلق آسيا (الجيش العثماني الثامن) والجيش العثماني السابع، في الساعة 19:45 بعد قصف دام 15 دقيقة، على بعد 5 أميال (8 كم) شرق فرخة عند «الطرف الغربي من نتوء فرخة.» كان هجوم الفرقة 53، والذي لم يكن ليبدأ إلا بعد استيلائها على نيرن ريدج، يتمثل في التحرك شرقاً بعد عين المياه إلى وادي الفارعة لإغلاق الطريق الروماني المؤدي إلى نهر الأردن عند موقع مافيد جوزيلي.
أبلغ مصطفى كمال، قائد الجيش السابع، ليمان أن جيشه صد تقريباً جميع الهجمات على جبهته، لكنه كان على وشك الانسحاب إلى موقع الخط الثاني بين كفل حارس وإسكاكا، ليتلائم مع انسحاب فيلق آسيا التابع لفون أوبن ( الجيش الثامن).
بدأ القصف المدفعي للفيلق العشرين في الساعة 19:30 وبعد خمسة عشر دقيقة بدأت كتيبتان من اللواء 29 (الفرقة العاشرة) بالتقدم على جانبي وادي رشيد ضد المواقع العثمانية المتخندقة بقوة. وقد تمكنتا من الاستيلاء على قرية فرخة بعد تعزيزهما ودعمهما بقصف مدفعي آخر، واستمرا بالتقدم نحو سلفيت، التي نجح احتلالها في «الساعات الأولى من صباح يوم 20 سبتمبر.»
واجهت قوة تشايتور في الوقت نفسه مقاومة شديدة من قوات خطوط الجبهة العثمانية في غور الأردن. تمكنت إحدى البطاريات الجبلية التابعة للواء 160، من اتخاذ موقع لإطلاق النار على بكر ريدج، نتيجة للتقدم الذي أحرزه اللواء بعد ظهر يوم 19 سبتمبر. دمرت ثلاث سرايا من الكتيبة الثانية من فوج جزر الهند الغربية البريطانية (قوة تشايتور) بدعم من مدفعية اللواء 160، المخافر الأمامية العثمانية واستولت على سلسلة من التلال جنوب بكر ريدج في الساعة 14:25، على الرغم من نيران المدفعية والمدافع الرشاشة الكثيفة. وقد تحصنت في مواقعها وحافظت عليها تحت نيران كثيفة، بينما تمكن فوجان من لواء الخيالة الخفيفة الثاني من التقدم نحو الشونة الجنوبية.

### 20 سبتمبر

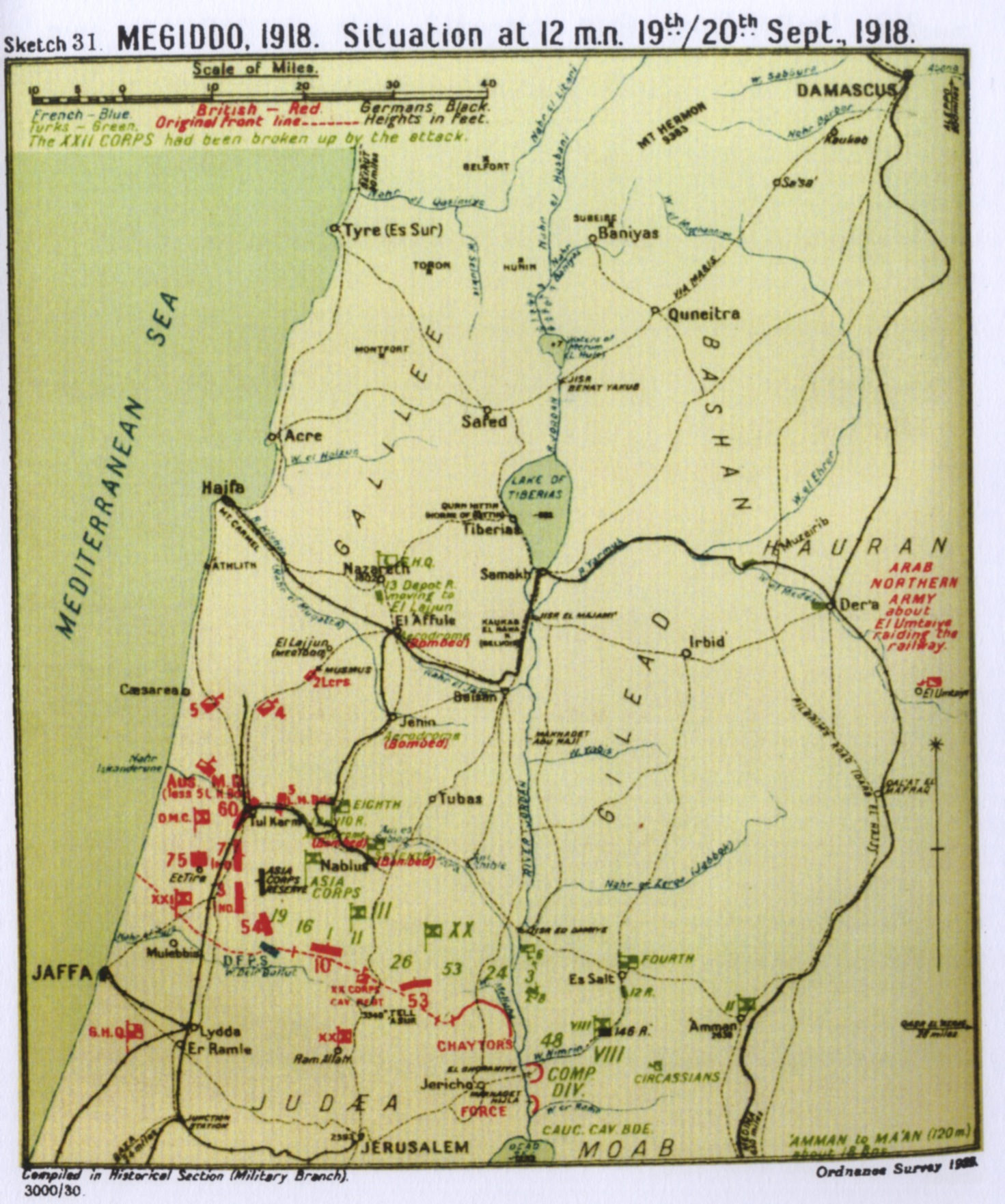
خريطة تخطيطية رقم 31 من كتاب فولز: الموقف في مجدو الساعة 24:00 يوم 19/20 سبتمبر 1918

تقدمت الفرقة العاشرة 7 أميال (11 كم) قبل فجر يوم 20 سبتمبر، قبل أن تواجه «مقاومة قوية» تطلبت دعماً مدفعياً، لهزيمتها. وهو ما تأخر لبعض الوقت بسبب الافتقار إلى طريق لنقل المدفعية. في هذه الأثناء، ثبت أن هجوم الفرقة 53 على طول التلال «صعب التعامل بشأنه وكان التقدم بطيئاً نسبياً.»
تمركز الرتل الأيسر للفرقة العاشرة بالقرب من كفل حارس بحلول الساعة 04:30، بينما تمركز الرتل الأيمن في سلفيت، ولكن عرقل حرس المؤخرة العثمانيين الفعالين التقدم اللاحق. شن اللواء 29 هجوماً في الساعة 06:45 على اليمين، لكنه واجه مقاومة قوية من المدافع الرشاشة الألمانية على بعد ميل شمال سلفيت. بدأ اللواء 31 تقدمه في الساعة 08:45 لكنه صُد في الغابة شرق حارس وجنوب كفل حارس. جدد اللواءان 29 و 31 هجماتهما في الساعة 15:00 بدعم من مدفعية اللواءين السابع والستين والثامن والستين من المدفعية الميدانية الملكية. وبعد ذلك سقطت حارس عبر هجوم مشاة داخل القرية.
أُرسلت قوة واتسون الفوج الأول ورسسترشاير يومانري (قوات الفيلق العشرين) للأمام في الساعة 05:30 في المركز بين الفرقتين العاشرة والثالثة والخمسين، للتقدم شمالاً حتى طريق القدس إلى نابلس. تبين أن الطريق مزروع بالألغام بكثافة. أزالت كتيبتان من مُمهدين الطرق [الإنجليزية] 78 عبوة غير منفجرة قبل أن يتقدم يومانري مسافة 1.5 ميل (2.4 كم) حيث أُطلق النار عليه. بحلول المساء، كان جنوده قد تقدموا مسافة 3.5 ميل (5.6 كم) إلى الساوية، ولم يواجهوا سوى حرس خلفي صغير قاموا بأسرهم. تقدمت البطارية الثقيلة العاشرة وبطارية الحصار رقم 205، التي تجرها شاحنات ذات دفع رباعي مع ذخيرة ومفارز في لوريات، إلى أقصى الطريق قدر الإمكان، بمعدل 6 أميال (9.7 كم) في الساعة لتكون في الخدمة بحلول مساء بالقرب من اللبن جنوب الساوية.
واجهت الفرقة 53 حرس مؤخرة عثماني قوي طوال اليوم مما أدى إلى تباطؤ تقدمها كثيراً. وبعد قصف دام عشر دقائق هاجم اللواء 160 خربة جبعيت في الساعة 04:40، لكنه تعرض لهجوم مضاد في الساعة 08:00 من كتيبة من الفوج 109 العثماني، مما دفعه إلى التراجع مع خسائر فادحة. كان اللواء 158 في منتصف الطريق نحو هدفه بحلول الساعة 11:00 على بعد 2000 ياردة (1800 م) جنوب خ. بركة القصر، لكنه لم يتمكن من اختراق الدفاعات دون دعم مدفعي. ومع ذلك، بين الساعة 12:25 والساعة 12:45 نجح اللواء 160 في استعادة خربة جبعيت وفي الساعة 15:00 استولى اللواء 159 على رأس الطويل.
تعززت المكاسب التي تحققت في اليوم السابق على الضفة الغربية لنهر الأردن، ونجحت الكتيبة الثانية من فوج جزر الهند الغربية البريطانية في الاستيلاء على بكر ريدج عند الفجر. واجهت الكتيبة الملكية 38 نيران أسلحة ثقيلة ومدافع رشاشة من ملاحة، التي كانت لا تزال تحت سيطرة القوات العثمانية بقوة، وفي وقت متأخر من الصباح شوهدت قوة عثمانية كبيرة جنوب خ. فصايل. تعرضت أريحا للقصف مرة أخرى في منتصف بعد الظهر وفي الساعة 19:00 بدأ لواء الخيالة النيوزيلندي تقدمه نحو تل جبة الذيب. في هذه الأثناء، على الضفة الشرقية لنهر الأردن، هاجم الفوجان السادس والسابع من الخيالة الخفيفة (لواء الخيالة الخفيفة الثاني، قوة تشايتور) مع سرية من مشاة باتيالا مواقع مؤمنة بشدة على الجانب الأيسر العثماني، فيما تعرضت الدوريات باتجاه الشونة الجنوبية والدرباسية لقصف مدفعي من الحوض.

### الوضع العام
أجبر الفيلق الحادي والعشرون من قوة التجريد المصرية الجيش الثامن العثماني على الخروج من سهل شارون الساحلي بعد أكثر من 40 ساعة من بدء القتال، وقطع فيلق خيالة الصحراء خطوط الاتصال الرئيسية لبقايا الجيش السابع والثامن العثمانيين وتراجع إلى جنين على سهل مرج بن عامر.
سقط في الأسر حوالي 25,000 سجين بحلول الساعة 17:00 يوم 20 سبتمبر، ولم يعد الجيش العثماني الثامن موجوداً باستثناء فيلق آسيا بقيادة فون أوبن الذي انسحب مع الجيش العثماني السابع باتجاه الشمال الشرقي عبر تلال الخليل بين نابلس وبيسان (طالع احتلال العفولة وبيسان) باتجاه نهر الأردن وخسروا معظم أسلحتهم ووسائل النقل. كان فيلق خيالة الصحراء قد استولى بالفعل على اللجون والعفولة وبيسان وعلى جنين في حوالي الساعة 17:30، بينما تمكن من الاستيلاء على الناصرة في صباح اليوم التالي. «طهر» الفيلق الحادي والعشرين سهل شارون الساحلي وسيطر فيلق خيالة الصحراء على جميع خطوط التراجع العثمانية الرئيسية. أُسرت مجموعة مكونة من 100 جندي منسحبين من جبل إفرايم إلى بيسان بعد ظهر يوم 20 سبتمبر، وأُسر 700 جندي في المساء، أثناء محاولتهم عبور خط الخفراء [الإنجليزية] الذي أنشأته فرقة الفرسان الرابعة في سهل مرج بن عامر من العفولة إلى بيسان.
«معركتي هي معركة كبيرة؛ وناجحة للغاية حتى اللحظة. أعتقد أنني أسرت حوالي 10,000 سجين و80 أو 90 مدفعاً... هذا الصباح، احتل فرساني العفولة، وتقدموا منها بسرعة باتجاه الجنوب الشرقي، ودخلوا بيسان هذا المساء، وبذلك قفلوا أمام العدو خط هروبه الأخير.»
```
«
لقد استولت مُشاتي بالأمس على طولكرم، وهي الآن تلاحق العدو شرقاً حتى نابلس... كنت اليوم في طولكرم، وسرت على طول طريق نابلس. إنه يعُج بالشاحنات والعربات المحطمة والأتراك القتلى والخيول والثيران؛ قُتل معظمهم وسُحقوا بفعل قصف طائراتنا.
»
```

«ويستمر اليوم نفس القصف على الهاربين على الطرق المزدحمة. أعتقد أنه ينبغي علي الاستيلاء على كل مدافع الأتراك وعماد جيشهم... خسائري ليست فادحة بما يتناسب مع النتائج المكتسبة. آمل أن أتحرك غداً لرؤية سلاح الفرسان في مرج بن عامر. مقر قيادة الفرسان موجود في هرمجدون في الوقت الحالي.»
```
    — رسائل ألنبي إلى السيدة ألنبي 
والأمير فيصل
 بتاريخ 20 سبتمبر 1918.
[
90
]
```

### 21 سبتمبر
أمر تشيتود بمواصلة هجمات الفيلق العشرين. كان من المقرر أن تستولي الفرقة العاشرة على نابلس، وكان على الفرقة الثالثة والخمسين التقدم نحو الأرض المرتفعة شمال وشمال شرق نابلس، في اتجاه طريق وادي الفارعة، للاستيلاء على خط الانسحاب العثماني إلى غور الأردن والسيطرة عليه.
استأنف اللواءان 29 و31 من الفرقة العاشرة تقدمهما في الساعة 23:30 يوم 20 سبتمبر. كان اللواء 29 مدعوماً ببطارية هونغ كونغ مع اللواءين 67 و68 من المدفعية الميدانية الملكية على اليسار. وتمركز اللواء 30 غرب سلفيت استعداداً لتقدم لاحق عبر اللواء 29 عندما وصل إلى قوزة على طريق دمشق.
عرقل حرس المؤخرة العثماني القوي في روجيب، على بعد ميلين (3.2 كم) جنوب نابلس، هجوم المشاة «لمدة لا تزيد عن ساعة» حتى نجح تطويق المدافعين من الشرق والاستيلاء على موقع حرس المؤخرة في الساعة 11:00. كانت معظم الحامية قد انسحبت بالفعل من روجيب عندما اندفعت الكتيبة الأولى ورسيسترشاير يومانري وفوج الفرسان التابع للفيلق وأسرا عدة مئات من السجناء.
واصلت ورسيستر يومانري تقدمها شمال شرق نابلس إلى عسكر حيث أوقفتها نيران المدافع الرشاشة. تقدم اللواء 31 إلى التلال الواقعة جنوب نابلس، بينما اتجه اللواءان 29 و30 إلى بلاطة حيث أسروا بعض السجناء، ولكن بحلول هذا الوقت، كان القتال قد توقف بالفعل وكان الجيش السابع في حالة انسحاب كامل.
واصلت الفرقة الثالثة (لاهور) من (الفيلق الحادي والعشرون) في هذه الأثناء عبر تبصر، تقدمها المرافق للوصول إلى رفيديا في الساعة 05:00، على بعد 2000 ياردة (1800 م) غرب نابلس في 21 سبتمبر حيث احتلوا خطاً طويلاً بطول 5.5 ميل (8.9 كم). والذي امتد نحو 1.5 ميل (2.4 كم) شرق برقة.

#### احتلال نابلس
عسكر اللواء الخيول الخفيفة الخامس (الملحق بالفرقة 60) بالقرب من طولكرم ليلة 20 سبتمبر، بعد قطع السكة الحديدية شمال نابلس. أُمر اللواء المكون من الفوجين الرابع عشر والخامس عشر من الخيول الخفيفة وفوج مسيرة الفرسان المختلط، بالمساعدة في الاستيلاء على نابلس في صباح يوم 21 سبتمبر. وتوجب عليه المرور حول وعبر الحطام الذي خلفه القصف الجوي على الطريق من طولكرم إلى نابلس، للوصول إلى نابلس. (طالع معركة شارون ومعركة تبصر للتعرف على تحركات هذا اللواء من الخيول الخفيفة).
«الرجال والحيوانات القتلى، الذين مزقتهم القنابل القاسية، منتفخون ومشوهون، ورائحتهم كريهة. كانت لا تزال العديد من الحيوانات تعيش في عذاب عاجزة عن الكلام، وكان بعض الجرحى البائسين في كثير من الحالات محاصرين بالجيف، لكن لم يكن هناك وقت للتوقف ومساعدتهم. وتُرك هذا الأمر للآخرين الذين جاءوا لاحقاً. الحرب جحيم، ولا تبدو مقبولة إلا في عرض الصور.»

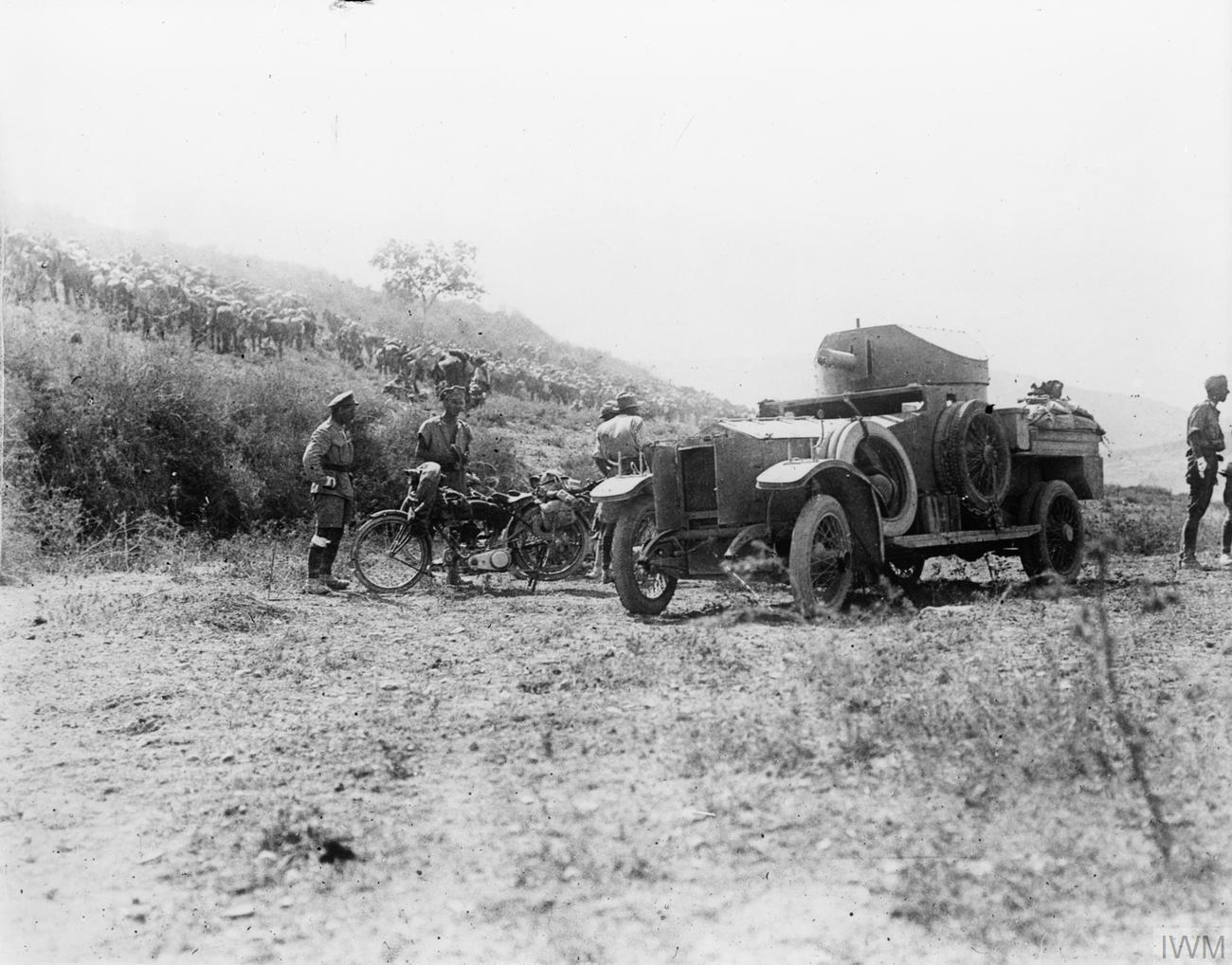
دورية مدرعة خفيفة في تلال السامرة

تقدم اللواء الخامس من الخيول الخفيفة مع بطارية العربات المدرعة الخفيفة الثانية بسرعة على طول طريق طولكرم إلى نابلس لمهاجمة آخر مقاومة خارج نابلس والاستيلاء على المدينة التي تضم ما بين 800 إلى 900 أسير ومدفعين ميدانيين. دخل فوج مسيرة الفرسان المختلط بسيارتين مصفحتين إلى نابلس، بينما اتصل الفوج الرابع عشر من الخيول الخفيفة باللواء 29 و30 (الفرقة العاشرة، الفيلق العشرون) في بلاطة.
«وصلت الفرقة العاشرة إلى نابلس بحلول الظهر، حيث قابلها اللواء الأسترالي الخامس من الخيول الخفيفة الذي دخل المدينة من الغرب في نفس الوقت تقريباً.» سار لواء الخيول الخفيفة في شوارع نابلس (شكيم القديمة) وخيم في السهل خارج المدينة، حيث تلقى أوامر بالانضمام مجدداً إلى فرقة الخيالة الأسترالية في جنين.
«سقطت نابلس في أيدي الفوج الفرنسي، بعد تطويقها، مع مظاهرات الولاء المعتادة للغزاة - من أي جانب كان. فيما انسحبت منها القوات التركية واتجهت إلى الريف المحيط واستسلم الزعماء المدنيون رسمياً لأونسلو. ثم جمع اللواء الخامس حوالي 900 من الحامية السابقة في المناطق النائية.»
قاتلت الفرقة العاشرة وسارت لمدة يومين عبر تلال جبل إفرايم وأخاديده قبل التقدم نحو نابلس وبلاطة، مما أدى إلى خسارتها حوالي 800 جندي ولكن مع أسر 1,223 سجيناً.
كتب تشيتود:
«تمكنت من القيادة بالسيارة إلى نابلس حيث انضم إليّ ألنبي في نفس المساء أيضاً بالسيارة، وكان كلانا متقدماً بفارق كبير على حراسنا المتقدمين. كانت المنطقة عبارة عن كتلة من الأتراك نصف الجائعين، بعضهم مسلح وبعضهم أعزل، وكان من الطبيعي تماماً رؤية رقيب هندي يخرج من الجبال يتبعه 20 أو 30 تركياً مدججين بالسلاح ممن استسلموا له.»
— رسالة تشيتود إلى فولز بتاريخ 15 أغسطس 1929.
كتب ألنبي:
«لا أستطيع تقدير العدد الإجمالي للسجناء، لكن أحصينا 18 ألفاً. سافرت بالسيارة إلى اللجون اليوم؛ 65 ميلاً شمالاً من هنا، وهي تُطل على مرج بن عامر. ياله من منظر جميل عبر الوادي المسطح. الناصرة، في أعالي التلال، إلى الشمال. وجبل طابور يقابل؛ جبل جلبوع شرقاً، المطل على يزرعئيل. دخل بعض سلاح الفرسان الهندي على الأتراك بالرماح في المرج أمس وقتلوا الكثير. مررت اليوم بآلاف السجناء..»
— رسائل ألنبي إلى الملك الحسين ملك الحجاز والسيدة ألنبي في 21 سبتمبر 1918.

#### التقدم نحو طريق وادي الفارعة
واصلت الفرقة 53 الضغط خلال النهار في محاولة للاستيلاء على الأراضي المرتفعة شمال وشمال شرق نابلس لقفل خطوط الانسحاب إلى معبر نهر الأردن عند جسر دامية.
بينما كان اللواء 160 يحرس إمدادات المياه في سامية، تقدم اللواء 158 و159 مسافة 3.5 ميل (5.6 كم)، وتكبدا 690 جندي ولكنهما أسرا 1,195 سجيناً وتسعة مدافع. في الساعة 01:00، احتلت الكتيبة الخامسة/السادسة من رويال ويلش فيوزيليرز خ. بركة القصر دون مقاومة. مكنهم تقدم لاحق من احتلال عقربا في الساعة 10:45 وبعد تقدم 10 أميال (16 كم) أخرى إلى الشمال، دون مقاومة، أصبح من الواضح أن قوات العدو قد انسحبت. أرسل تشيتود أوامر «بالوقوف بسرعة» لأن التقدم إلى طريق وادي الفارعة المسدود حينها لم يكن ضرورياً. تعرض الطريق للقصف لاحقاً من قبل سلاح الجو الملكي البريطاني ومدفعية البطارية (أ) التابعة للواء 68 من المدفعية الميدانية الملكية، والبطارية الثقيلة العاشرة وبطاريتين من اللواء 103 من مدفعية الحامية الملكية.

### التراجع الألماني والعثماني
توقفت مقاومة مجموعة جيش يلدريم المنظمة في تلال الخليل بحلول وقت مبكر من بعد ظهر يوم 21 سبتمبر، واستسلم معظم الجيش الثامن العثماني بينما كان الجيش السابع يتراجع شرقاً أدنى طريق وادي الفارعة على أمل عبور نهر الأردن عبر جسر دامية.

#### انسحاب ليمان فون ساندرز
لم يكن لدى ليمان فون ساندرز أي وحدات متاحة لوقف تقدم سلاح الفرسان على طول الساحل وعبر مرج بن عامر، وقد أجبر هجوم ألنبي مجموعة جيش يلدريم على التراجع. هرب ليمان من الناصرة إلى دمشق، عبر طبريا، ومن سمخ إلى درعا في الساعات الأولى من يوم 20 سبتمبر. وعندما وصل إلى درعا في صباح يوم 21 سبتمبر، أمر الجيش الرابع بالانسحاب إلى خط درعا-إربد دون انتظار قوات الحجاز الجنوبية.

#### فيلق آسيا
سارت الفرقتان 16 و19 إلى الغرب من نابلس خلال ليلة 20/21 سبتمبر، بأوامر من ليمان فون ساندرز، حيث التقتا بفيلق آسيا التابع لفون أوبن. في صباح اليوم التالي، أعاد فون أوبن تنظيم فيلق آسيا من خلال دمج بقايا الكتيبتين 702 و703 في كتيبة واحدة، مع سرية بنادق وسرية مدافع رشاشة ومفرزة هاون خنادق، في حين ظلت الكتيبة 701 سليمة وهي قوة مكونة من سرية مدافع رشاشة وستة مدافع وكوكبة من الفرسان وفصيلة مشاة ومدفعية مزودة بمدفعين جبليين أو مدفعين هاوتزر ومفرزة هاون خنادق مزودة بأربع مدافع هاون وسرية خيالة.
أُبلغ فون أوبن بأن قوات التجريدة المصرية تقترب من نابلس وأن طريق وادي الفارعة مغلق في الساعة 10:00. ونتيجة لذلك، قرر التراجع عبر بيت دجن على بعد 7 أميال (11 كم) من الشرق إلى الجنوب الشرقي من نابلس وعبور نهر الأردن عند جسر دامية، ولكن قُطع هذا الطريق بعد ذلك بوقت قصير. ثم أمر فون أوبن بالانسحاب دون أسلحة أو أمتعة عبر جبل عيبال خلال 21 سبتمبر، والذي كان ناجحاً إلى حد كبير على الرغم من تعرضهم لبعض الخسائر عندما أطلقت مدفعية الإمبراطورية البريطانية النار عليهم. عسكر فون أوبن في طمون، مع الفرقتين 16 و19 في طوباس، غير مدرك أن فيلق خيالة الصحراء قد احتل بيسان بالفعل.
كان فون أوبن يتحرك شمالاً من طوباس باتجاه بيسان في 22 سبتمبر، مع حوالي 700 جندي ألماني و1,300 جندي عثماني من الفرقتين 16 و19، عندما علم أنها سقطت بالفعل. فقرر التقدم خلال ليلة 22 سبتمبر إلى سماخ حيث صح تخمينه بأن ليمان فون ساندرز سيأمر باتخاذ تدابير قوية لحرس المؤخرة؛ إلا أن جواد باشا قائد الجيش الثامن أمره بعبور نهر الأردن بدلاً من ذلك. نجح فون أوبن في العبور مع جميع الألمان وبعض الجنود العثمانيين عبر نهر الأردن، قبل أن يهاجمهم لواء الفرسان الحادي عشر، ويأسر أولئك الذين فشلوا في عبور النهر.

#### الجيش السابع
انسحب الجيش السابع على طريق وادي فارعة باتجاه نهر الأردن تاركاً أسلحته ووسائل نقله. شوهد هذا الرتل الكبير من الجنود العثمانيين على بعد حوالي 8 أميال (13 كم) شمال نابلس وهو يتحرك على الطريق المؤدي إلى بيسان، وقد تعرض لقصف شديد ونيران أسلحة آلية من الطائرات البريطانية والأسترالية التابعة للواء فلسطين [الإنجليزية] من سلاح الجو الملكي البريطاني. تعرضت القوات العثمانية لهجوم متواصل لمدة أربع ساعات عندما أُغلق الوادي، مما أدى إلى تدمير ما لا يقل عن 90 مدفعاً و50 شاحنة وأكثر من 1,000 مركبة أخرى. ثم اتجهت فلول الجيش شمالاً عند عين شبلي، واستمرت في التوجه نحو بيسان، باستثناء الفرقة 53 العثمانية التي تمكنت من الفرار قبل إغلاق الوادي ولكن أسرتها قوة تشايتور لاحقاً في وادي الأردن في 22 سبتمبر. حيث أسر الفيلق العشرين التابع لتشيتود 1,500 سجيناً في تلال الخليل في 23 و24 سبتمبر.

### قوة تشايتور 21-25 سبتمبر
تقدم فوج بنادق خيالة أوكلاند على الضفة الغربية لنهر الأردن للاستيلاء على خ. فصايل على طريق جسر دامية في 21 سبتمبر. حيث اكتُشف خط دفاعي عثماني يحمي جسر دامية، وشوهد الجيش السابع يتحرك على طول وادي فارعة باتجاه جسر دامية. في الساعة 23:30، وصلت قوة ميلدروم المكونة من لواء بنادق الخيالة النيوزيلندي، والمفارز المتنقلة من الكتيبتين الأولى والثانية من فوج جزر الهند الغربية البريطانية، والبطارية الجبلية الهندية التاسعة والعشرين وبطارية أيرشاير (أو إينفيرنيس) من مدفعية الخيالة الملكية، إلى خ. فصايل. استولت قوة ميلدروم على جسر دامية والمخاضات في أم الشرت ومافيد جوزيلي، وقطعت خط التراجع في وقت مبكر من صباح يوم 22 سبتمبر.
بدأ الجيش العثماني الرابع بالتراجع نحو درعا ليلة 22 سبتمبر، بينما كانت قوة تشايتور تتقدم نحو السلط. تقدم لواء بنادق الخيالة النيوزيلندي على طريق جسر دامية، وتقدم اللواء الأول من الخيول الخفيفة على طريق أم الشرت، وتحرك اللواء الثاني من الخيول الخفيفة حول الجانب الجنوبي من موقع الشونة الجنوبية الذي جلا عنه العثمانيين. تلاقت الألوية الثلاثة في السلط التي وقع احتلالها مساء 23 سبتمبر. في اليوم التالي، بدأت قوة شايتور تقدمها من السلط لمهاجمة عمان، التي نجح الاستيلاء عليها في 25 سبتمبر. كما أُسر فيلق الحجاز الجنوبي الثاني التابع للجيش الرابع بالقرب من زيزياء في 29 سبتمبر 1918.
خسرت قوة تشايتور 27 قتيلاً و7 مفقودين و105 مصاباً آخرين في المعركة وأسرت 10,322 سجيناً و57 مدفعاً و147 رشاشاً.

#### الدعم الجوي

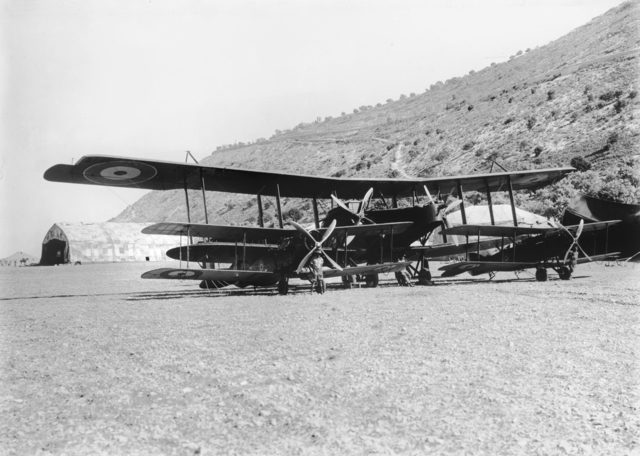
طائرات هاندلي – بيدج 0/400 وطائرات بريستول المقاتلة في مطار فيلق الطيران الأسترالي كان يقودها الكابتن روس ماكفيرسون سميث باستمرار.

زودت القوات الجوية الملكية ألنبي بتقارير الاستطلاع الجوي في الوقت المناسب، وأدت هجماتها بالقنابل والمدافع الرشاشة إلى نشر «الدمار والموت والرعب خلف خطوط العدو. وقد أصيبت جميع المراكز العصبية بالشلل بسبب القصف المستمر.»
تأهب الجناح الخامس (الفيلق) التابع لسلاح الجو الملكي ومقره في الرملة في 18 سبتمبر، لتقديم الدعم بالسرب رقم 14 الملحق على الفيلق العشرين المتمركز في محطة التقاطع ورف واحد من السرب رقم 142 الملحق على قوة تشايتور العامل من القدس. . كانت هذه القوات الجوية مسؤولة عن التعاون مع المدفعية ودوريات الاتصال والاستطلاع التكتيكي لمسافة تصل إلى 10,000 ياردة تسبق الفيلق العشرين وقوة تشايتور.
جُهز السرب الأسترالي، أحد الأسراب السبعة في لواء فلسطين التابع لسلاح الجو الملكي البريطاني، بقاذفة قنابل هاندلي بيدج قبل ثلاثة أسابيع من بدء الهجوم. نفذ هذا السرب عمليات قصف ودوريات هجومية واستطلاعات استراتيجية، بينما قصفت قاذفة القنابل هاندلي بيدج بقيادة روس سميث المقسم الهاتفي المركزي في العفولة، قبل أن يعلن القصف المدفعي بداية المعركة.
على الرغم من أن الطائرات كانت تحلق فوق طريق جسر دامية إلى بيسان، وجسر دامية، والسلط، وبيسان حتى طوباس، فقد أبلغت عن هدوء تام عند فجر صباح يوم 20 سبتمبر، لكن مقاتلات سلاح الجو الملكي البريطاني طراز بريستول هاجمت لاحقاً قافلة مكونة من 200 مركبة منسحبة من نابلس، مما أدى إلى إغلاق الطريق، مما تسبب في اندفاع العديد من الخيول من فوق الهاوية على أحد جانبي الطريق بينما تفرق الرجال في التلال على الجانب الآخر. أفاد الاستطلاع الأخير في 20 سبتمبر أن الخط العثماني بأكمله قد فزع، واشتعلت ثلاث حرائق كبيرة في محطة السكة الحديدية بنابلس وفي مستودعات إمدادات بلاطة، بينما شوهد لواء من سلاح الفرسان البريطاني يدخل بيسان.
أبلغ الاستطلاع الجوي في فجر 21 سبتمبر عن تقارير بشأن هجمات اليوم السابق على الطرق المؤدية إلى نهر الأردن، والتي كانت مجرد مقدمة لهجمات مُكملة في ذلك اليوم. ومن منتصف نهار يوم 22 سبتمبر، وخاصة من الساعة 15:00 إلى الساعة 18:00، كشف الاستطلاع الجوي أن القوات العثمانية في السلط وفي المناطق المحيطة تنسحب نحو عمان.

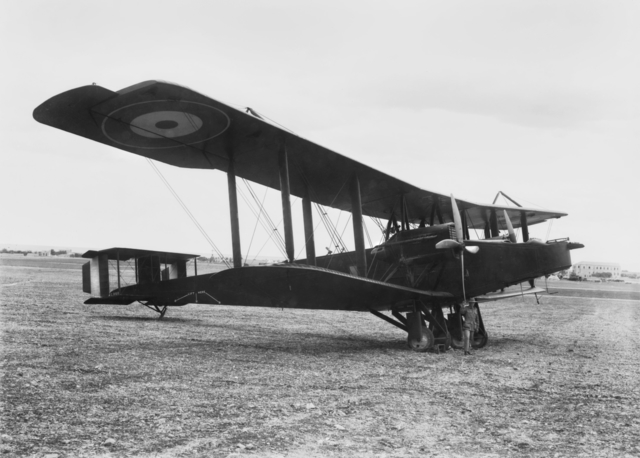
منظر جانبي لطائرة هاندلي – بيدج 0/400 تتبع السرب رقم 1، فيلق الطيران الأسترالي

هاجم تشكيل القاذفات الأول، وألقى كميات كبيرة من الذخائر على الأرتال المنسحبة على طريق السلط إلى عمان في 23 سبتمبر، وعاد حوالي الساعة 07:00 بعدما تلقت هزيمة. تعرضت عمان لهجوم جوي خلال النهار وتعرضت الأرتال المنسحبة من عمان ورتل آخر تحرك من السلط إلى عمان للهجوم. وشاهدت طائرة أسترالية طوابير تنسحب من درعا وسمخ، حيث بدا أن القطارات جاهزة للمغادرة إلى دمشق. بحلول بعد ظهر يوم 24 سبتمبر، كانت جميع المنطقة الواقعة غرب عمان تقريباً خالية من الجنود العثمانيين، ولكن في 25 سبتمبر شوهد رتل يتحرك من عمان في المفرق. تعرض الرتل لهجوم من عشر طائرات أسترالية بين الساعة 6:00 والساعة 8:00 صباحاً، مع استمرار الهجمات طوال اليوم حيث أُلقيت أربعة أطنان من القنابل وما يقرب من 20,000 طلقة مدفع رشاش.

## التبعات
طهرت قوات من كتيبة سلاح الفرسان وفيلق خيالة الصحراء التلال الواقعة بين نابلس وبيسان وأسرت 1500 سجيناً في 23 و24 سبتمبر. في المجمل، أسر الفيلق العشرين 6,851 سجيناً، 140 مدفعاً، 1,345 رشاشاً وبندقية آلية، مقابل خسارة 1,505 جندي خلال هذه العملية.
استسلمت بقايا الفيلق العثماني الثاني، التي كانت موجودة سابقاً في منطقة معان، لقوة تشايتور في نهاية سبتمبر. وبحلول 29 سبتمبر، كان الجنود المتبقين من الجيوش العثمانية الرابع والسابع والثامن، بإجمالي 6,000 رجل، يتراجعون نحو دمشق.

## الملاحظات
1. ↑  تشكلت فرق اللواءين 232 و233 في أبريل ومايو 1917 من أربع كتائب بريطانية. كان اللواء 234 يضم كتيبتين بريطانيتين فقط حتى انضمت كتيبتان هنديتان في يوليو وسبتمبر 1917. تزعم مصادر أخرى أنه عند تشكيل الفرقة 75 [المسار الطويل الطويل] أنها كانت مكونة من كتائب إقليمية وهندية. [Falls 1930 Vol. 1 p. 319]
2. ↑  أُبلغ ألنبي بعد استيلائه على القدس في ديسمبر 1917 أن «الفرقة الهندية السابعة ستصل من بلاد الرافدين» وفي 1 أبريل حلت محل الفرقة 52 التي أبحرت إلى فرنسا، ووصلت «الفرقة الهندية الثالثة» من بلاد الرافدين في 14 أبريل 1918. [Falls 1930 Vol. 2 pp. 293, 350, 413]
3. ↑  لقد أثيرت مسألة ما إذا كانت هذه خطة ألنبي أم لا في الأدبيات [Erickson 2007 pp. 141–2] وفقاً لشوفيل، كان ألنبي قد قرر بالفعل خطته قبل هجوم شرق الأردن الثاني في أبريل/مايو، والذي أكد التصميم العثماني على الدفاع عن تقاطع سكة حديد درعا والصعوبات التي تواجه عمليات الفرسان في المنطقة. [Hill 1978 p. 161]
4. ↑  ذُكرت الناصرة كهدف للواء الثالث من الخيول الخفيفة، الذي كان ينتظر بدء الأتراك المنسحبين في التدفق عبر ممر تل دوثان. [Keogh 1955 p. 248]
5. ↑  انظر معركة شارون (1918) للاطلاع على عمليات الفيلق الحادي والعشرين وفيلق خيالة الصحراء.
6. ↑  يبدو أن روس سميث لم يكن على علاقة بتشارلز كينغسفورد سميث، الذي طار معه هو وشقيقه كيث بعد الحرب. نسخة محفوظة 16 September 2012 على موقع واي باك مشين. accessed 28.4.12
7. ↑  المصادر الألمانية والعثمانية الوحيدة المتاحة للمؤرخ الرسمي البريطاني كانت مذكرات ليمان فون ساندرز ومذكرات حرب فيلق آسيا. يبدو أن سجلات الجيش والفيلق العثماني قد اختفت أثناء انسحابهما. [Falls 1930 Vol. 2 pp. 494–5]
8. ↑  دافع الفيلق الثالث عن بئر السبع في أكتوبر 1917.
9. ↑  عُرف القائد بأنه جمال الأصغر وتألف الجيش من الفيلق الثاني (الفرقة الرابعة والعشرين وفرقة الفرسان الثالثة) والفيلق السابع (الفرقة 48 والفرقة المركبة، بما في ذلك الفوج الألماني 146). [Bruce 2002 p. 236]
10. ↑  انتقل مقر الجيش الرابع من عمان إلى السلط قبل هجوم شرق الأردن الثاني، عندما كان موقع الشونة الجنوبية محصناً بشدة. وكان المقر الرئيسي يقع في عمان خلال هجوم شرق الأردن الأول.
11. ↑  ربما تعكس هذه الأعداد القليلة من الجنود العدد الكبير من الأسلحة الرشاشة. [Erickson 2007 p. 132]
12. ↑  قتل فسبازيان 11,000 نسمة فيها في 67 م. [Powles 1922 pp. 241–2]
13. ↑  كان ليمان فون ساندرز ينتقد بشدة تدخل جواد، الذي أضعف وضع سمخ بشدة، لكن كان على قوة فون أوبن أن تخترق بنجاح طوق العراقيل الذي فرضته فرقة الفرسان الرابعة للوصول إلى سمخ. [Falls 1930 Vol. 2 p. 546]

### فهرس المراجع
1. ↑  Battles Nomenclature Committee 1922 p. 33
2. 1 2  Kinloch 2007 p. 303
3. 1 2  Falls 1930 Vol. 2 p. 674
4. 1 2  Bruce 2002 pp. 207–8
5. ↑  Woodward 2006 p. 190
6. ↑  Bruce 2002 p. 207
7. ↑  Allenby letter to Wilson 24 July 1918 in Hughes 2004 pp. 168–9
8. ↑  Wavell 1968 p. 183
9. ↑  Cutlack 1941 p. 121
10. ↑  Gullett 1941 pp. 653–4
11. ↑  Falls 1930 Vol. 2 p. 350
12. ↑  "75th Division". The Long Long Trail. مؤرشف من الأصل في 2023-06-16. اطلع عليه بتاريخ 2012-08-30.
13. ↑  Falls 1930 Vol. 2 pp. 662–5, 668–671
14. ↑  "53rd (Welsh) Division". The Long Long Trail. مؤرشف من الأصل في 2023-04-07. اطلع عليه بتاريخ 2012-08-29.
15. ↑  Woodward 2006, p. 170
16. ↑  Perrett, pp.24–26
17. ↑  Falls 1930 Vol. 2 pp. 413, 417
18. ↑  Falls 1930 Vol. 2 pp. 670–1
19. ↑  Roy 2011, pp.170–171
20. 1 2  Roy 2011, p. 174
21. ↑  Erickson, p. 126
22. ↑  Woodward 2006 p. 182
23. ↑  Roy 2011, p. 170
24. 1 2 3  Gullett 1919 pp. 25–6
25. 1 2  Wavell 1968 p. 205
26. ↑  Keogh 1955 pp. 243–4
27. ↑  Woodward 2006 p. 191
28. ↑  Falls 1930 Vol. 2 pp. 487–8
29. 1 2  Blenkinsop 1925 p. 241
30. ↑  Massey 1920 pp. 155–7
31. ↑  Wavell 1968 p. 211
32. 1 2 3  Carver 2003 p. 232
33. ↑  Wavell 1968 pp. 203–4
34. ↑  Falls 1930 Volume 2 p. 471
35. 1 2 3 4  Anzac Mounted Division War Diary Admin Staff, Headquarters September 1918 AWM4-1-61-31
36. ↑  Powles 1922 p. 236
37. ↑  General Edmund Allenby (4 فبراير 1922). "Supplement to the London Gazette, 4 February, 1920" (PDF). London Gazette. مؤرشف من الأصل (PDF) في 2023-04-22. اطلع عليه بتاريخ 2012-08-29.
38. ↑  Hill 1978 p. 162
39. ↑  Falls Vol 2 pp. 460–1
40. ↑  Falls Vol 2 p. 460
41. ↑  Cutlack 1941 pp. 151–2
42. ↑  Carver 2003 pp. 225, 232
43. ↑  Maunsell 1926 p. 213
44. ↑  Downes 1941 p. 764
45. ↑  Downes 1941 p. 696
46. ↑  Wavell 1968 p. 199
47. 1 2  Falls 1930 Vol. 2 pp. 455–6
48. 1 2  Bruce 2002 p. 231
49. 1 2  Wavell 1968 pp. 199, 203–4, 211
50. ↑  in Hughes 2004 pp. 168–9
51. ↑  Powles 1922 pp. 233–4
52. ↑  Preston 1921 pp. 200–1
53. ↑  Blenkinsop 1925 p. 242
54. ↑  Pugsley 2004 p. 143
55. 1 2  Erickson 2007 p. 132
56. 1 2 3 4 5  Keogh 1955 p. 250
57. 1 2 3  Carver 2003 p. 231
58. 1 2 3 4  Erickson 2001 p. 196
59. 1 2 3  Keogh 1955 pp. 241–2
60. 1 2 3 4  Wavell 1968 p. 195
61. ↑  Erickson 2007 p. 146
62. ↑  Falls 1930 Vol. 2. p. 548
63. ↑  Keogh 1955 pp. 242
64. ↑  Wavell 1968 p. 203
65. ↑  Bou 2009 pp. 192–3 quoting Erickson 2001 pp. 195,198
66. ↑  Erickson 2007 p. 133
67. ↑  Falls 1930 Vol. 2 pp. 471–2, 488–491
68. ↑  Falls 1930 Vol. 2 pp. 489–91
69. ↑  Falls 1930 Vol. 2 p. 485
70. ↑  Falls 1930 Vol. 2 p. 491
71. ↑  Keogh 1955 p. 247
72. ↑  Wavell 1968 pp. 199, 203–4
73. ↑  Falls 1930 Vol. 2 pp. 491–3
74. ↑  Hill 1978 p. 168
75. 1 2  Wavell 1968 p. 212
76. ↑  Falls 1930 Vol. 2 p. 495
77. ↑  Falls 1930 Vol. 2 pp. 493–4
78. 1 2  Falls 1930 Vol. 2 p. 549
79. 1 2  War Diary of Anzac Mounted Division AWM4-1-60-31 Part 2 pp. 2–3
80. ↑  Bruce 2002 pp. 209–10, 231–2
81. ↑  Blenkinsop 1925 p. 243
82. 1 2 3 4  Bruce 2002 p. 232
83. ↑  Falls 1930 Vol. 2 p. 498
84. ↑  Falls 1930 Vol. 2 p. 497, note
85. ↑  Falls 1930 Vol. 2 pp. 496–7
86. 1 2  Cutlack 1941 p. 157
87. ↑  Falls 1930 Vol. 2 pp. 519–521, 526–7, 530–2
88. 1 2  Wavell 1968 p. 216
89. ↑  Falls 1930 Vol. 2 p. 521
90. ↑  in Hughes 2004 pp. 179, 180
91. ↑  Wavell 1968 pp. 212–3
92. 1 2  Falls 1930 Vol. 2 p. 499
93. ↑  Falls 1930 Vol. 2 p. 500
94. 1 2  Massey 1920 pp. 182–3
95. ↑  Falls 1930 Vol. 2 p. 501
96. 1 2 3  Falls 1930 Vol. 2 p. 509
97. 1 2  Powles 1922 pp. 240–1
98. ↑  Falls 1930 Vol. 2 p. 668
99. ↑  Terraillon, Marc (16 Apr 2006). "Régiment mixte de Marche de Cavalerie du Levant" [Régiment mixte de Marche de Cavalerie du Levant at Nablus]. Forum pages14-18 (بالفرنسية). Archived from the original on 2023-04-09. Retrieved 2020-07-29.
100. 1 2  Powles 1922 pp. 241–2
101. ↑  5th Light Horse Brigade War Diary September 1918 AWM4-10-5-2
102. ↑  Bruce 2002 p. 233
103. ↑  Baly 2003 p. 253
104. ↑  Falls 1930 Vol. 2 p. 502
105. ↑  in Woodward 2006 p. 198
106. ↑  Hughes 2004 pp. 181–2
107. ↑  Bruce 2002 pp. 232–3
108. ↑  Falls 1930 Vol. 2 pp. 499–500, 502
109. ↑  Carver 2003 p. 239
110. 1 2  Keogh 1955 p. 251
111. ↑  Wavell 1968 p. 223
112. ↑  Falls 1930 Vol. 2 pp. 511–2, 675
113. ↑  Falls 1930 Vol. 2 pp. 511–2
114. ↑  Falls 1930 Vol. 2 p. 546
115. ↑  Falls 1930 Vol. 2 p. 512
116. ↑  War Diary of Anzac Mounted Division AWM4-1-60-31 Part 2 p. 3
117. ↑  Falls 1930 Vol. 2 p. 550
118. ↑  Powles 1922 p. 245
119. 1 2  Falls 1930 Vol. 2 p. 552
120. ↑  Downes 1938 p. 722
121. 1 2  Downes 1938 pp. 723–4
122. ↑  Falls 1930 Vol. 2 p. 487
123. ↑  Falls 1930 Vol. 2 p. 460
124. ↑  Hill 1978 p. 165
125. ↑  Cutlack 1941 pp. 155–6
126. ↑  Cutlack 1941 p. 158
127. ↑  Cutlack 1941 pp. 159–61
128. ↑  Cutlack 1941 p. 162
129. ↑  Cutlack 1941 pp. 165–6
130. ↑  Cutlack 1941 p. 166
131. ↑  Falls 1930 Vol. 2 p. 503
132. ↑  Cutlack 1941 p. 168

### المعلومات الكاملة للمراجع
- "5th Light Horse Brigade War Diary". First World War Diaries AWM4, 10-5-2. Canberra: Australian War Memorial. سبتمبر 1918. مؤرشف من الأصل في 2012-04-19. اطلع عليه بتاريخ 2012-04-28.
- "Anzac Mounted Division General Staff War Diary". First World War Diaries AWM4, 1-60-31 Part 2. Canberra: Australian War Memorial. سبتمبر 1918. مؤرشف من الأصل في 21 مارس 2011.
- "Anzac Mounted Division Admin Staff, Headquarters War Diary". First World War Diaries AWM4, 1-61-31. Canberra: Australian War Memorial. سبتمبر 1918. مؤرشف من الأصل في 2023-08-15.
- Baly، Lindsay (2003). Horseman, Pass By: The Australian Light Horse in World War I. East Roseville, Sydney: Simon & Schuster. OCLC:223425266.
- Battles Nomenclature Committee (1922). The Official Names of the Battles and Other Engagements Fought by the Military Forces of the British Empire during the Great War, 1914–1919, and the Third Afghan War, 1919: Report of the Battles Nomenclature Committee as Approved by The Army Council Presented to Parliament by Command of His Majesty. London: Government Printer. OCLC:29078007.
- Blenkinsop، Layton John؛ Rainey، John Wakefield، المحررون (1925). History of the Great War Based on Official Documents Veterinary Services. London: H.M. Stationers. OCLC:460717714.
- Bou، Jean (2009). Light Horse: A History of Australia's Mounted Arm. Australian Army History. Port Melbourne: Cambridge University Press. ISBN:978-0-521-19708-3.
- Bruce، Anthony (2002). The Last Crusade: The Palestine Campaign in the First World War. London: John Murray. ISBN:978-0-7195-5432-2.
- Carey، G. V.؛ Scott، H. S. (2011). An Outline History of the Great War. Cambridge University Press. ISBN:978-1-107-64802-9.
- Carver، Michael, Field Marshal Lord (2003). The National Army Museum Book of The Turkish Front 1914–1918: The Campaigns at Gallipoli, in Mesopotamia and in Palestine. London: Pan Macmillan. ISBN:978-0-283-07347-2.{{استشهاد بكتاب}}:  صيانة الاستشهاد: أسماء متعددة: قائمة المؤلفين (link)
- Cutlack، Frederic Morley (1941). The Australian Flying Corps in the Western and Eastern Theatres of War, 1914–1918. Official History of Australia in the War of 1914–1918 (ط. 11th). Canberra: Australian War Memorial. ج. VIII. OCLC:220900299. مؤرشف من الأصل في 2023-05-30.
- Downes، Rupert M. (1938). "The Campaign in Sinai and Palestine". في Butler، Arthur Graham (المحرر). Gallipoli, Palestine and New Guinea. Official History of the Australian Army Medical Services, 1914–1918: Volume 1 Part II (ط. 2nd). Canberra: Australian War Memorial. ص. 547–780. OCLC:220879097.
- Erickson، Edward J. (2001). Ordered to Die: A History of the Ottoman Army in the First World War. No. 201 Contributions in Military Studies. Westport Connecticut: Greenwood Press. OCLC:43481698.
- Erickson, Edward J. (2007). Ottoman Army effectiveness in World War I : a comparative study. London: Routledge. ISBN:978-0-203-96456-9. OCLC:99997016.
- Falls، Cyril (1930). Military Operations Egypt & Palestine from June 1917 to the End of the War. Official تاريخ الحرب العظمى Based on Official Documents by Direction of the Historical Section of the Committee of Imperial Defence: Volume 2 Part II. A. F. Becke (maps). London: H.M. Stationery Office. OCLC:256950972.
- Great Britain; Army; Egyptian Expeditionary Force (1918). Handbook on northern Palestine and southern Syria (بالإنجليزية). Cairo: Government Press. OCLC:23101324.
- Griffiths، William R. (2003). The Great War, The West Point Military History Series. Square One Publishers, Inc. ISBN:978-0-7570-0158-1.
- Barker, David; Gullett, Henry; Barrett, Charles (1919). Australia in Palestine (بالإنجليزية). Sydney: Angus & Robertson. OCLC:224023558.
- Hall، Rex (1975). The Desert Hath Pearls. Melbourne: Hawthorn Press. OCLC:677016516.
- Hart، Basil (1989). Lawrence of Arabia. The Perseus Books Group. ISBN:978-0-306-80354-3.
- Hill، Alec Jeffrey (1978). Chauvel of the Light Horse: A Biography of General Sir Harry Chauvel, GCMG, KCB. Melbourne: Melbourne University Press. OCLC:5003626.
- Hughes، Matthew، المحرر (2004). Allenby in Palestine: The Middle East Correspondence of Field Marshal Viscount Allenby June 1917 – October 1919. Army Records Society. Phoenix Mill, Thrupp, Stroud, Gloucestershire: Sutton Publishing. ج. 22. ISBN:978-0-7509-3841-9.
- Jukes، Geoffrey (2003). The First World War: The War To End All Wars: Volume 2 of Essential Histories Specials. Osprey. ISBN:978-1-84176-738-3.
- Keogh، E. G.؛ Joan Graham (1955). Suez to Aleppo. Melbourne: Directorate of Military Training by Wilkie & Co. OCLC:220029983.
- Kinloch، Terry (2007). Devils on Horses in the Words of the Anzacs in the Middle East,1916–19. Auckland: Exisle Publishing. ISBN:978-0-908988-94-5.
- Massey، William Thomas (1920). Allenby's Final Triumph. London: Constable & Co. OCLC:345306.
- Maunsell، E. B. (1926). Prince of Wales' Own, the Seinde Horse, 1839–1922. The Regimental Committee. OCLC:221077029.
- Powles، C. Guy؛ A. Wilkie (1922). The New Zealanders in Sinai and Palestine. Official History New Zealand's Effort in the Great War. Auckland: Whitcombe & Tombs. ج. III. OCLC:2959465.
- Preston، R. M. P. (1921). The Desert Mounted Corps: An Account of the Cavalry Operations in Palestine and Syria 1917–1918. London: Constable & Co. OCLC:3900439.
- Pugsley، Christoper (2004). The Anzac Experience New Zealand, Australia and Empire in the First World War. Auckland: Reed Books. ISBN:978-0-7900-0941-4.
- Wavell، Field Marshal Earl (1968) [1933]. "The Palestine Campaigns". في Sheppard، Eric William (المحرر). A Short History of the British Army (ط. 4th). London: Constable & Co. OCLC:35621223.
- Woodward، David R. (2006). Hell in the Holy Land: World War I in the Middle East. Lexington: The University Press of Kentucky. ISBN:978-0-8131-2383-7.